# Tour D2
La tour D2 est un gratte-ciel de bureaux dans le quartier d'affaires de La Défense à Courbevoie (Hauts-de-Seine, France). Cette tour est considérée comme un siège selon le découpage effectué.

## Historique
La tour D2, dont le permis de construire a été accordé en novembre 2009, prend la place de la Tour Veritas qui a été démolie. Les travaux ont débuté en fin d'année 2010, début 2011. L'acte de vente des droits à construire, au profit de la Sogecap, a été signé le 16 mars 2010. Le chantier de démolition de l'immeuble Veritas a débuté le 16 juin 2011.
La phase démolition de l'immeuble Veritas s'est achevée fin septembre 2011 pour laisser la place à la création des fondations de la tour D2 entre octobre 2011 et février 2012. La construction s'est achevée fin 2012, puis a commencé la phase de construction des superstructure de novembre 2012 à fin 2013. L'achèvement de la tour et la livraison sont prévus pour septembre 2014. Le projet est à « blanc » c'est-à-dire que Sogecap l'investisseur lance son projet avant d'avoir trouvé de locataire.
La déconstruction de la tour Veritas est effectuée par Prodemo. La construction de la tour D2 est réalisée par trois filiales du groupe Vinci : GTM, Dumez et Bateg.
Le concours a été remporté par l'architecte Anthony Béchu en association avec Tom Sheehan pour un projet d'une hauteur d'environ 175 m avec une forme souvent comparée à celle d'un avocat en trois dimensions développant trois façades différentes. Grande façade élancée sur Paris, silhouette tournée sur Courbevoie et un dos en courbe axé sur la perspective du boulevard urbain en cela elle diffère des Tours Torre Agbar (Barcelone, Espagne) ou du 30 St Mary Axe (Londres, Royaume-Uni), car lorsque l'on tourne autour, le volume n'est pas un cylindre mais développe une face élancée, une silhouette allongée et un dos en courbe douce.
La tour est livrée en décembre 2014. Son inauguration a eu lieu le 27 janvier 2015. Elle est lauréate de l'ArchiDesignClub Award 2015 dans la catégorie bureaux et commerce neuf.

## Calendrier de la construction
- 4 octobre 2012 : la première pierre est posée.
- 27 octobre 2012 : le coffrage est terminé.
- 30 novembre 2012 : la construction de la structure en métal commence.
- 25 août 2013 : la structure en métal atteint le trentième étage.
- 9 mars 2014 : la tour culmine, avec l'achèvement de sa structure.

## Galerie

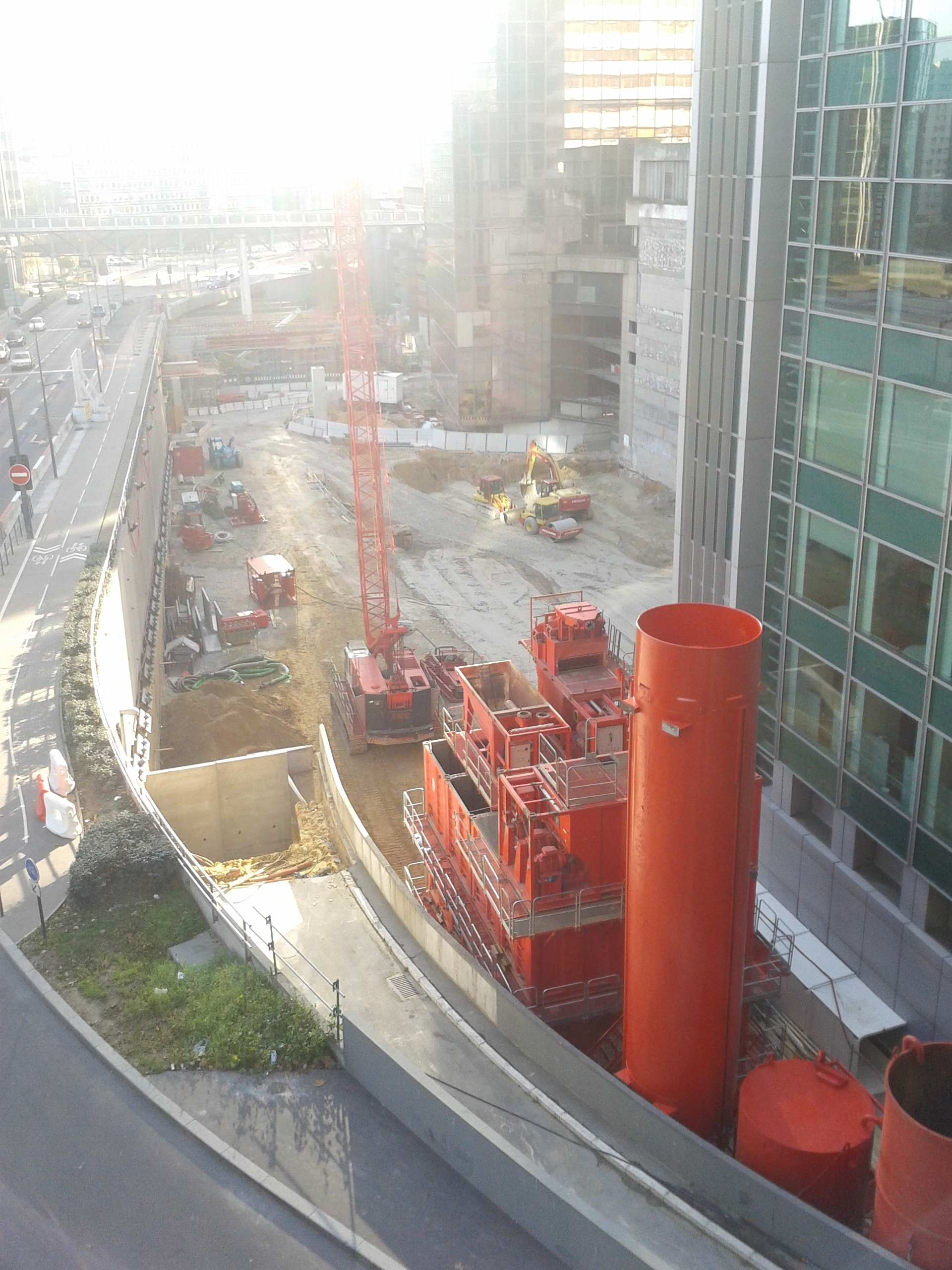
novembre 2011
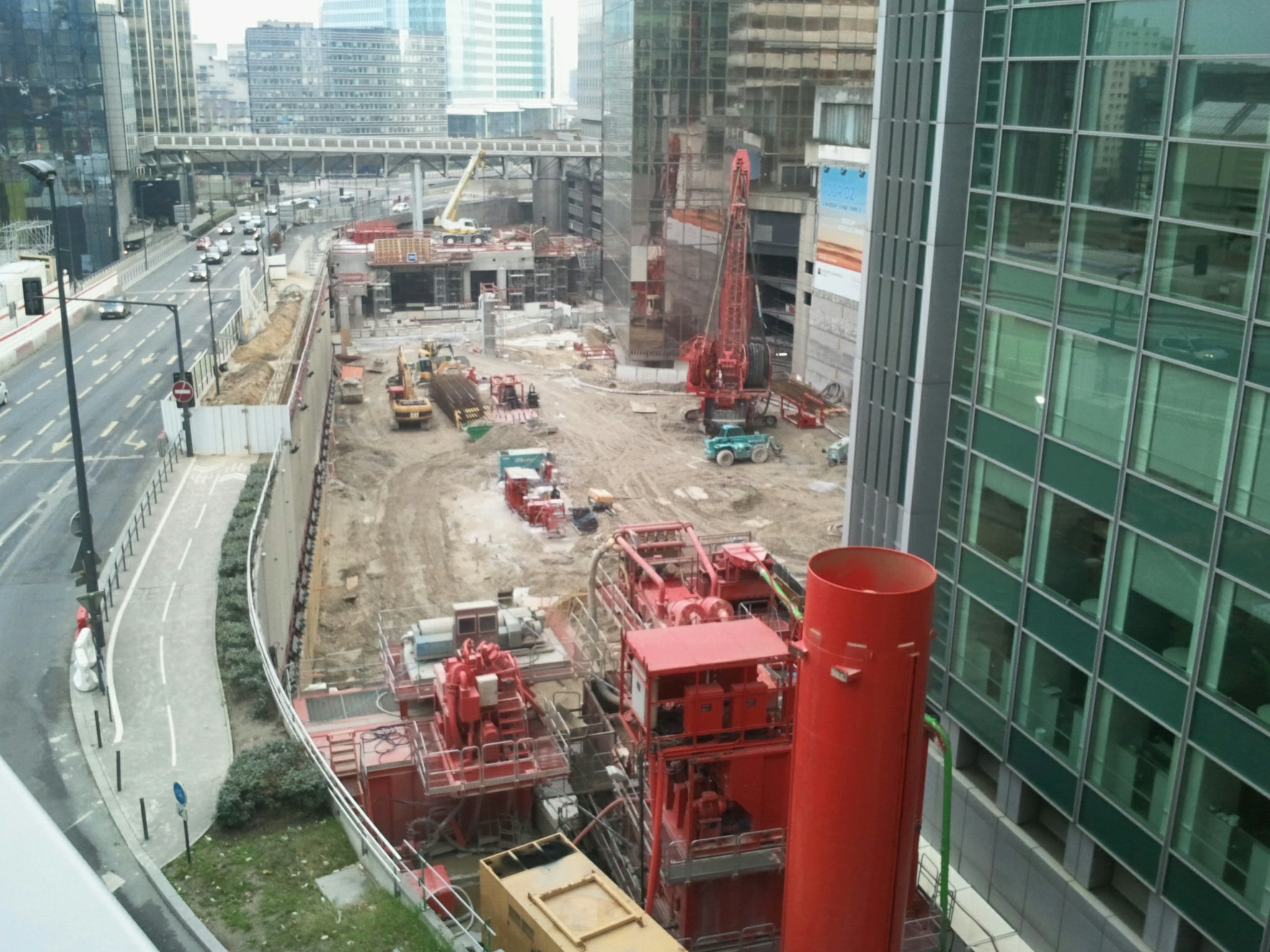
Le chantier le 29/01/2012
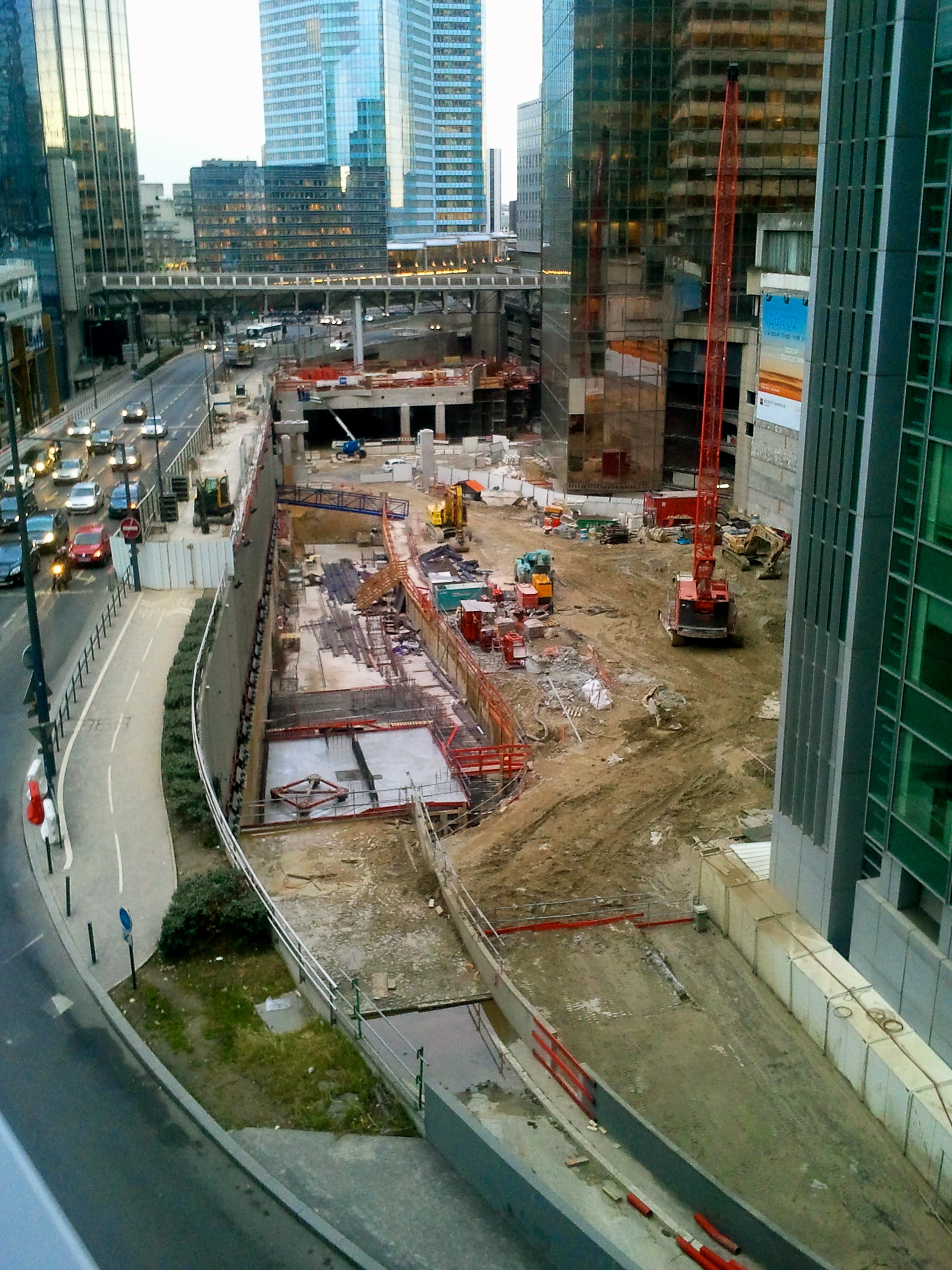
Le chantier en mars 2012
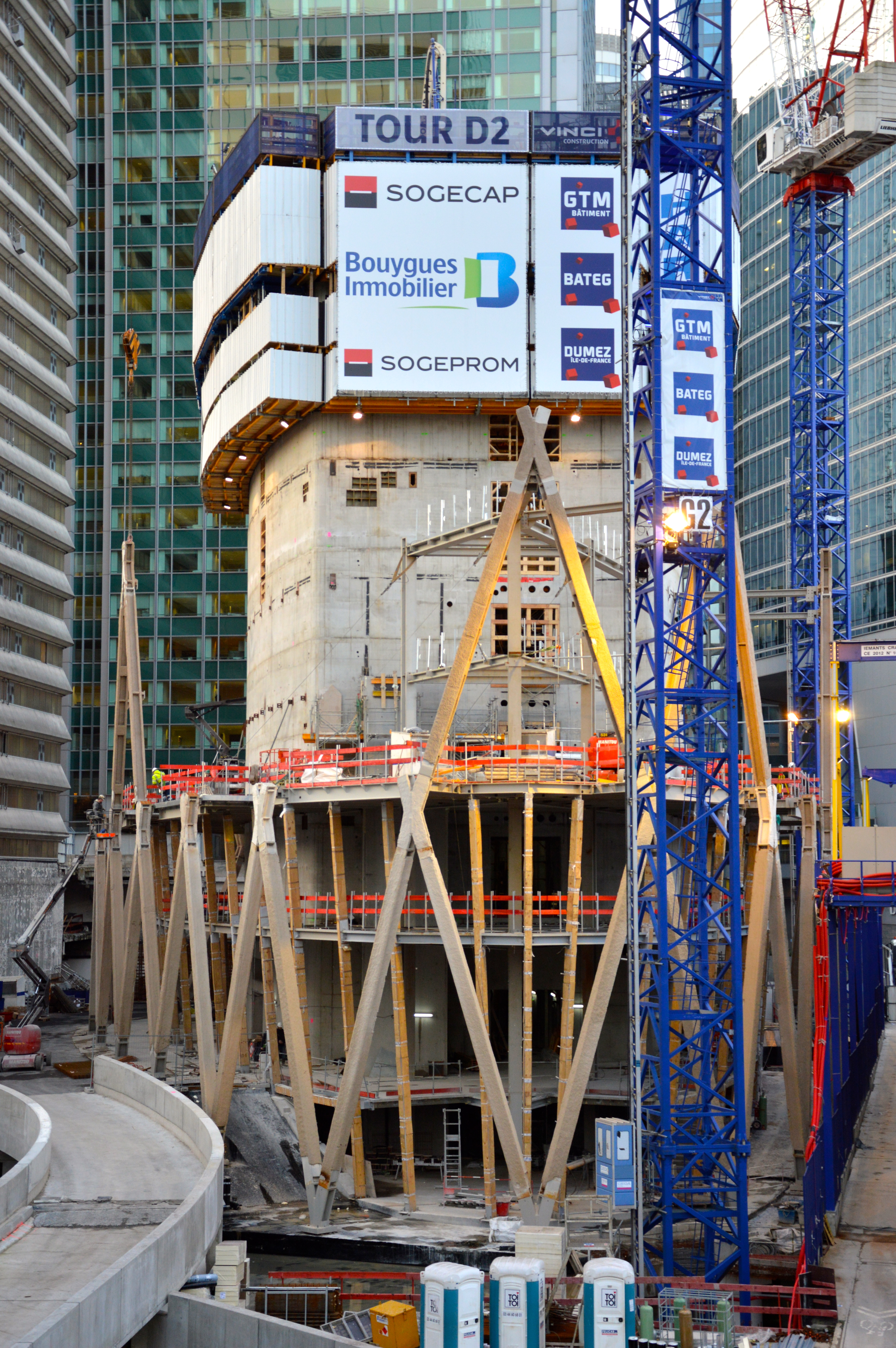
Le chantier le 07/02/2013
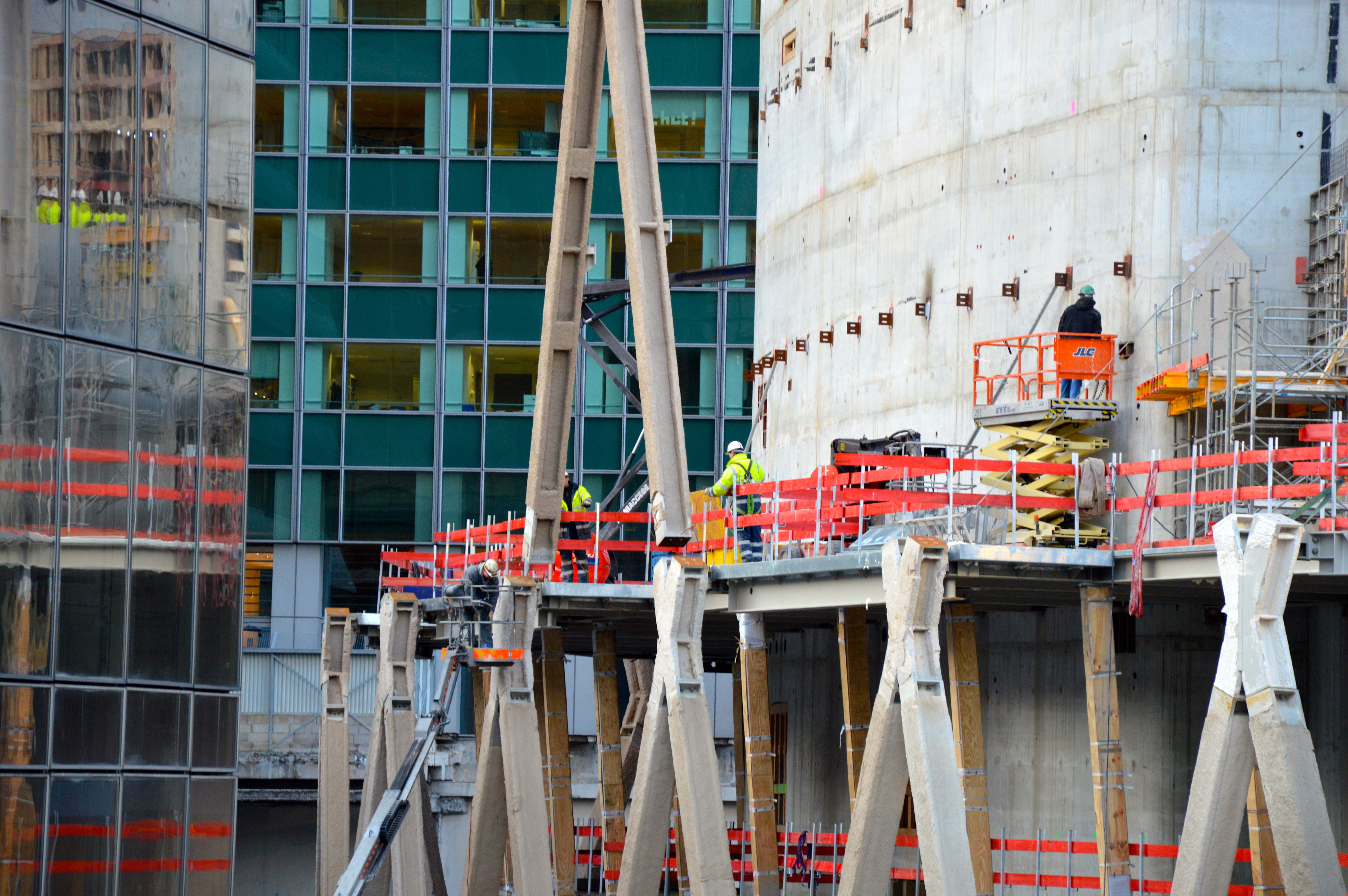
07/02/2013
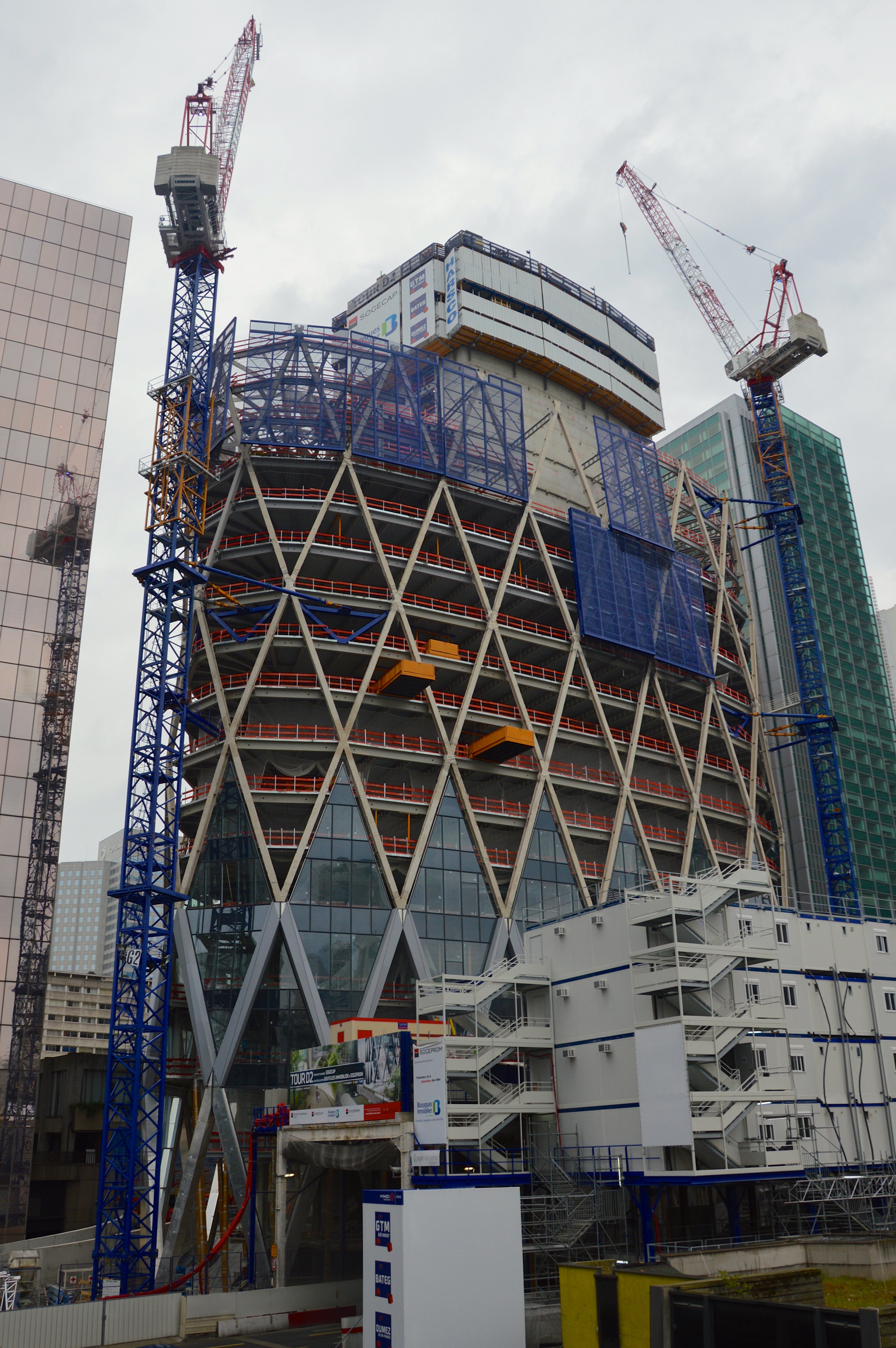
Le chantier le 18/05/2013
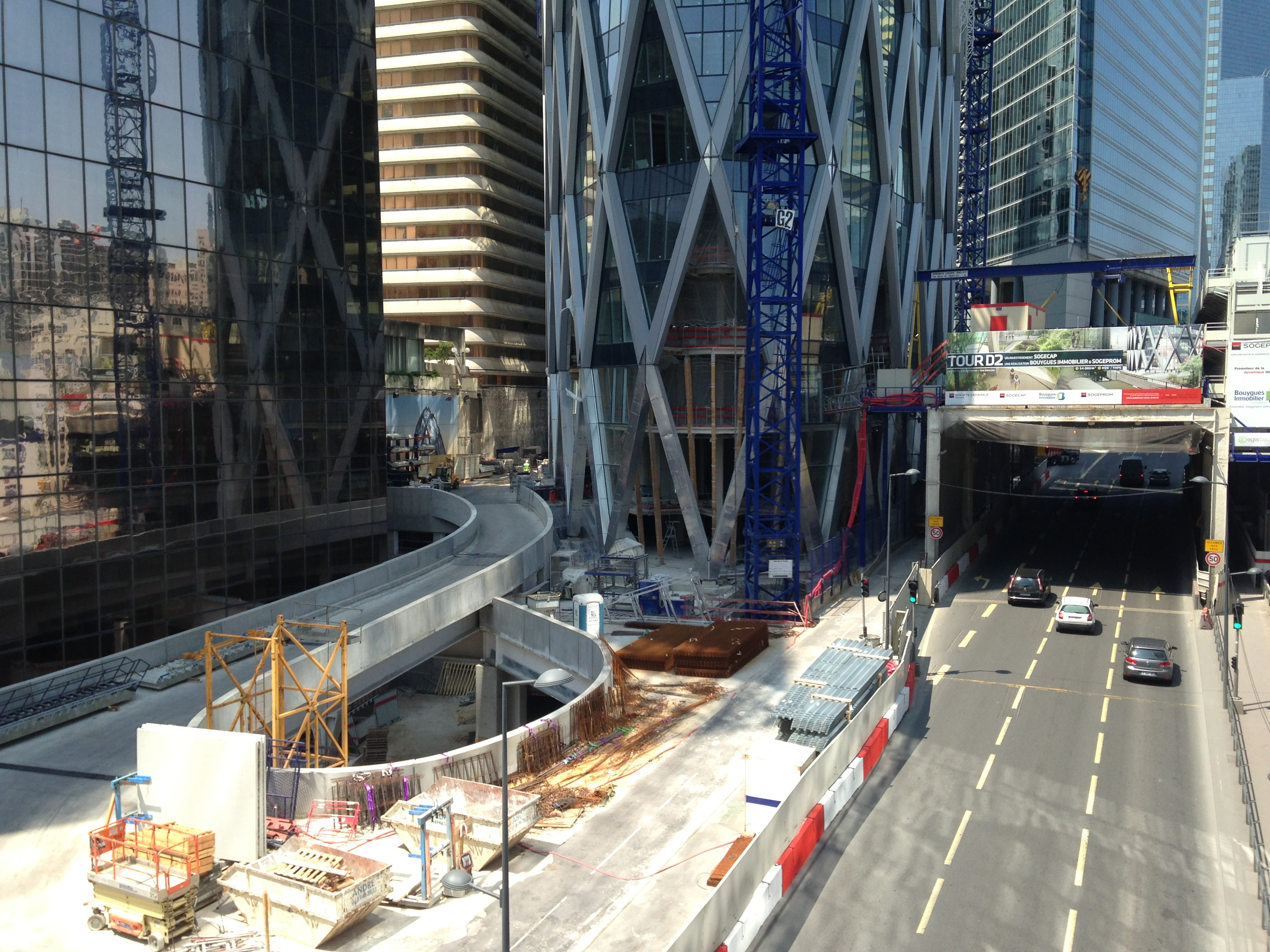
Travaux au pied de la tour D2 le 11 juillet 2013

## Pour approfondir